# Von (groupe)
Pour les articles homonymes, voir Von (homonymie).
Von est un groupe de black metal américain.

## Histoire
Le groupe fut formé en 1987 par Goat, Snake et Venien (qui quitte le groupe en 1990, avant que VON ne soit choisi comme nom du groupe). Fin 1990 ou début 1991, Kill rejoint le groupe en tant que bassiste et le trio enregistre leur démo Satanic Blood et prend le nom de Von. Contrairement aux groupes de thrash metal de la baie de San Francisco et aux groupes de death metal techniquement exigeants qui sont prédominants dans la scène à l'époque, le groupe s'appuie sur des chansons courtes et minimalistes. En 1991, Von donne quelques concerts en direct et enregistre une autre démo, Blood Angel, jamais publié. Le groupe se dissout en 1992, peu de temps après la sortie de Satanic Blood. Les membres du groupe enregistrent aussi une démo de rock gothique sous le nom de Sixx.
Varg Vikernes découvre le groupe et le fait connaître par des cassettes à la scène norvégienne.
En 1993, Goat publie un magazine de poésie appelé Septic. Kill joue avec Abscess et dans le groupe de reprises de GG Allin Eatmyfuk et présente un projet symphonique appelé V.W.G., pour lequel il veut recruter Ihsahn d'Emperor, Fenriz de Darkthrone et Varg Vikernes.
En 2003, Nuclear War Now! Productions sort Satanic Blood Angel, une compilation double CD/triple LP comprenant les démos du groupe sur un CD et un enregistrement d'un concert sur l'autre. En 2009, le label présente l'enregistrement de Sixx sur un LP intitulé Sister Devil.
Le groupe se reforme avec un nouveau line-up pour un spectacle unique le 6 juin 2010, à l'Armageddon Fest à Londres. Watain et The Devil's Blood sont la première partie. Snake, le batteur, est remplacé par Blood en tant que batteur de session, et le bassiste Kill est remplacé par Venien ; c'est la première fois que Venien joue activement avec le groupe. Le groupe a un deuxième guitariste, J. Giblet. Goat est le seul membre du groupe de la formation originale de Goat, Kill et Snake.
Pour commémorer le concert, le nouveau line-up du groupe sort un single avec des versions réenregistrées de Satanic Blood et Veadtuck  et une nouvelle chanson intitulée Blood Von, une version retravaillée de Von de la démo Satanic Blood. Il sort chez VMG Records avec une limite de 500 exemplaires.
Après le concert de Londres, le dernier membre du line-up original, Goat, et le nouveau batteur Blood quittent le groupe pour se concentrer sur le projet solo de Goat, appelé Von Goat. Le départ de Goat laisse Von entre les mains de Venien, qui embauche un grand nombre de musiciens de session pour commencer à écrire et à répéter des nouvelles chansons et retravailler les disques sortis.
Le 31 octobre 2012, Von, avec une autre nouvelle formation dirigée par Venien, sort son premier album studio Satanic Blood. Le 22 mars 2013, un deuxième album complet, intitulé Dark Gods: Seven Billion Slaves, sort en CD et en téléchargement.

## Discographie
- 1992 : Satanic Blood (démo)
- 2003 : Satanic Blood Angel (album)
- 2010 : Satanic Blood (EP)
- 2010 : Satanic Blood Ritual (DVD)
- 2012 : Satanic Blood 2012 (single)
- 2012 : Satanic Blood (LP)
- 2017 : Dark Gods: Birth of the Architects

## Source de la traduction
- (en) Cet article est partiellement ou en totalité issu de l’article de Wikipédia en anglais intitulé « Von (band) » (voir la liste des auteurs).